# 民事局
民事局（みんじきょく、Civil Affairs Bureau）は、法務省の内部部局の一つ。

## 所掌事務
主な事務は以下のとおり。
- 登記、戸籍、国籍、供託、公証、司法書士及び土地家屋調査士に関する事務
- 民法、商法及び民事訴訟法など民事基本法令の制定、改廃に関する法令案の作成などの立法に関する事務

## 組織
局長をはじめ判検交流により裁判官から出向して検察官の充て職としての法務省職員となっている例がある。
- 民事局長
- 参事官(7人)
- 総務課
  - 登記情報管理室
  - 登記情報センター室
  - 民事調査官
- 民事第一課
- 民事第二課
  - 所有者不明土地等対策推進室
  - 地図企画官
- 商事課
- 民事法制管理官

## 歴代幹部

### 民事局長
| 氏名       | 任命日         | 退官時官職               |
| ---------- | -------------- | ------------------------ |
| 香川保一   | 1975年7月18日  | 最高裁判所判事           |
| 貞家克己   | 1979年7月20日  | 最高裁判所判事           |
| 中島一郎   | 1980年12月25日 | 東京家庭裁判所長         |
| 枇杷田泰助 | 1983年6月21日  | 東京高等裁判所部総括判事 |
| 千種秀夫   | 1986年7月15日  | 最高裁判所判事           |
| 藤井正雄   | 1987年11月24日 | 最高裁判所判事           |
| 清水湛     | 1990年3月5日   | 広島高等裁判所長官       |
| 浜崎恭生   | 1993年7月1日   | 名古屋高等裁判所長官     |
| 森脇勝     | 1997年7月7日   | 名古屋地方裁判所長       |
| 細川清     | 1998年6月23日  | 名古屋高等裁判所長官     |
| 山崎潮     | 2001年1月6日   | 千葉地方裁判所長         |
| 房村精一   | 2001年12月1日  | 名古屋高等裁判所長官     |
| 寺田逸郎   | 2005年1月16日  | 最高裁判所長官           |
| 倉吉敬     | 2007年7月10日  | 東京高等裁判所長官       |
| 原優       | 2009年7月14日  | 名古屋高等裁判所長官     |
| 深山卓也   | 2012年9月25日  | 最高裁判所判事           |
| 小川秀樹   | 2015年10月2日  | 広島高等裁判所長官       |
| 小野瀬厚   | 2017年7月7日   | 仙台高等裁判所長官       |
| 小出邦夫   | 2019年7月16日  | 東京高等裁判所部総括判事 |
| 金子修     | 2021年7月16日  | さいたま地方裁判所長     |
| 竹内努     | 2023年7月24日  | 東京高等裁判所部総括判事 |
| 松井信憲   | 2025年7月18日  |                          |